# Dendrophidion graciliverpa
Dendrophidion graciliverpa — вид змій родини полозових (Colubridae). Ендемік Еквадору.

## Поширення і екологія
Dendrophidion graciliverpa мешкають на тихоокеанських низовинах та на західних схилах Еквадорських Анд. Вони живуть у первинних і вториних вічнозелених тропічних лісах, трапляються в бананових гаях, садах і на плантаціях, серед опалого листя. Зустрічаються на висоті до 1750 м над рівнем моря. Живляться амфібіями.